# André Barrais
André Barrais, (Levallois-Perret, 22 de fevereiro de 1920 - Plougastel-Daoulas, 15 de janeiro de 2004) basquetebolista francês que integrou a seleção francesa que conquistou a medalha de prata disputada nos XIV Jogos Olímpicos de Verão realizados em Londres no ano de 1948.